# گرالد مسلندر
گرالد مسلندر (آلمانی: Gerald Messlender; ۱ اکتبر ۱۹۶۱ – ۲۰ ژوئن ۲۰۱۹) بازیکن فوتبال اهل اتریش بود.
از باشگاه‌هایی که در آن بازی کرده‌است می‌توان به باشگاه فوتبال آدمیرا واکر مودلینگ و باشگاه فوتبال تیرول اینسبروک اشاره کرد.
وی همچنین در تیم ملی فوتبال اتریش بازی کرده‌است.